# Digitaler Zwilling
Ein digitaler Zwilling (engl. digital twin) ist eine digitale Repräsentanz eines materiellen oder immateriellen Objekts aus der realen Welt in der digitalen Welt. Es ist unerheblich, ob das Gegenstück in der realen Welt bereits existiert oder zukünftig erst existieren wird. Digitale Zwillinge ermöglichen einen übergreifenden Datenaustausch. Sie bestehen aus Modellen des repräsentierten Objekts und können daneben Simulationen, Algorithmen und Services enthalten, die Eigenschaften oder Verhalten des repräsentierten Objekts beschreiben, beeinflussen, oder Dienste darüber anbieten.

## Das Digitale-Zwillings-Konzept
Anfang des 21. Jahrhunderts wurde die Idee des digitalen Zwillings durch M. Grieves und J. Vickers zu einem Konzeptmodell des digitalen Zwillings weiterentwickelt, das sich aus drei Hauptteilen zusammensetzt:

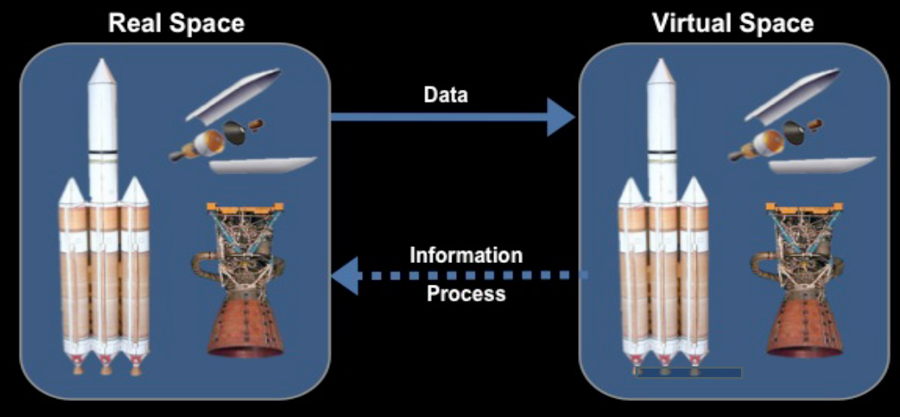
Bild des Digitalen Zwillings-Konzeptes von Grieves und Vickers

1. den physischen Produkten im „realen Raum“,
2. den virtuellen oder digitalen Produkten im „virtuellen Raum“ und
3. den Daten- und Informationsverbindungen, die beide miteinander verbinden.[2]

Digitale Zwillinge werden üblicherweise in Untertypen unterteilt, zu denen der digitale Zwillingsprototyp (DTP), die digitale Zwillingsinstanz (DTI) und das digitale Zwillingsaggregat (DTA) gehören. Der DTP besteht aus den Modellbeschreibungen zur Realisierung eines physischen Produkts. Der DTP existiert, bevor es ein physisches Produkt gibt. Der DTI ist der digitale Zwilling jeder einzelnen Instanz des Produkts, sobald es hergestellt ist. Der DTI ist mit seinem physischen Gegenstück für die restliche Lebensdauer des physischen Gegenstücks verbunden. Der DTA ist die Aggregation von DTIs, deren Daten und Informationen für Abfragen über das physische Produkt, Prognosen und Lernen verwendet werden können. Die spezifischen Informationen, die in den digitalen Zwillingen enthalten sind, werden durch Anwendungsfälle bestimmt. Der digitale Zwilling ist ein logisches Konstrukt, was bedeutet, dass die tatsächlichen Daten und Informationen in anderen Anwendungen enthalten sein können.
In der Vergangenheit ging es „nur“ um die digitale Abbildung bzw. Repräsentanz eines realen Objektes oder Prozesses (s. o.), in dem Konzept von Grieves und Vickers geht es auch um die Kommunikation zwischen dem realen und virtuellen Objekt, deshalb sprechen sie auch vom Digitalen-Zwillings-Konzept. Die Daten, die von dem realen zum virtuellen Objekt/Prozess fließen werden auch als digital shadow oder digitaler Schatten bezeichnet. Die Informationen, die vom virtuellen zum realen Objekt/Prozess fließen, werden auch als digital trigger bzw. digitaler Impuls bezeichnet. Aus dem Vergleich und der Analyse der Abweichungen zwischen den realen und virtuellen Objekten können die realen Objekte wieder aneinander angepasst und die Prozesse entsprechend reguliert werden. Führend in diesem Digitalen Zwillings-Konzept ist das virtuelle Objekt, dem das reale Objekt folgen bzw. sich anpassen muss. Bei technischen Anlagen kann aus den auftretenden Abweichungen eine Nachjustierung einer Anlagenkomponente oder bspw. auch eine vorausschauende Instandhaltung (predictive maintenance) abgeleitet werden. Bei Prozessen oder sich bewegenden Objekten können die Abweichungen durch die Veränderung der Steuerungsgrößen (s. a. Stellgröße) und/oder der Eingabeparameter entsprechend wieder angeglichen werden. Damit umfasst die Definition des Digitalen Zwillings mittlerweile auch die Steuerung auf Basis von Echtzeitdaten, sodass folgende Archetypen identifiziert werden können:
Basic Digital Twin
Digitale Repräsentation eines Objektes oder Systems mit internem Speicher und Datenverarbeitung
Enriched Digital Twin
Digitaler Zwilling mit Einbindung benachbarter Datenströme (Upstream)
Autonomous Control Twin
Autonomes cyber-physisches System mit Mensch-Maschine-Schnittstelle (z. B. Dashboard) zur Interaktion und Eingriffsmöglichkeit
Enhanced Autonomous Control Twin
Autonomous Control Twin mit Daten-Downstream in nachgeordnete Systeme
Exhaustive Twin
Autonomes, interoperables System, das Usern volle Eingriffsmöglichkeit gewährt und sowohl eingehende Daten einbindet als auch ausgehende sendet

## Anwendungsbereiche
Der digitale Zwilling kann für unterschiedliche Zwecke entwickelt und in unterschiedlichen Bereichen eingesetzt werden.

### Industrielle Fertigung von technischen Produkten
Für die Industrie hat der digitale Zwilling eine besondere Bedeutung. Seine Existenz und Nutzung in den Prozessen der industriellen Wertschöpfung kann für die Unternehmen ein entscheidender Wettbewerbsvorteil sein. Dies gilt insbesondere seit Anfang der 2010er-Jahre, seit das Internet der Dinge die Herstellung von digital gesteuerten und vernetzten Produkten aller Art mit integrierten Dienstleistungen möglich macht.
In der Industrie gibt es digitale Zwillinge beispielsweise für Produkte, Produktionsanlagen, Prozesse und Dienstleistungen. Sie können auch schon vor dem realen Zwilling existieren, zum Beispiel als Designmodelle künftiger Produkte und sie können dazu dienen, Daten aus dem Einsatz der realen Zwillinge zu analysieren und auszuwerten.
Ihr besonderer Wert für die Industrie ergibt sich aus der Einsparung physikalischer Prototypen und der Möglichkeit, Verhalten, Funktionalität und Qualität des realen Zwillings unter jedem relevanten Aspekt zu simulieren. Dieser Wert kann für alle Teile der Wertschöpfung über den gesamten Lebenszyklus von Produkten, Anlagen und Dienstleistungen genutzt werden.
Ein digitaler Zwilling nimmt verschiedenste Formen an. Er kann zum Beispiel beim Design von Systemen mit Hilfe von MBSE die verschiedenen Abstraktionsstufen zur Systemarchitektur durchlaufen, darüber hinaus auf einem Verhaltensmodell der Systementwicklung aufbauen, einem 3D-Modell oder einem Funktionsmodell, das mechanische, elektronische und andere Eigenschaften und Leistungsmerkmale des realen Zwillings im Lauf einer modellbasierten Ausgestaltung möglichst realistisch und umfassend abbildet.
Die unterschiedlichen digitalen Zwillinge können miteinander verknüpft sein und auch eine umfangreiche Kommunikation und Interaktion mit den realen Zwillingen erlauben. Man spricht auch von einem digitalen Faden (digital thread), der sich durch den gesamten Produktlebenszyklus zieht und noch weitere produktrelevante Informationen einschließen kann. Den größten Nutzen hat ein Unternehmen von solch einem durchgängigen digitalen Faden, der die Optimierung über verschiedene Wertschöpfungsprozesse hinweg erlaubt und die Ausschöpfung einer großen Palette von digitalen Geschäftsmodellen für Produkte oder angebotene Dienstleistungen.
Wenn dabei die große Anzahl von Abhängigkeiten zwischen System- und Produktarchitekturen, Varianten, Geschäftsmodellen und Dienstleistungen für das Produktportfolio strukturell und systematisch gehandhabt werden, kann der digitale Faden in den jeweiligen Lebenszyklen seine Leistungsfähigkeit umfassend entfalten für konsistente digitale Zwillinge.
Die Produktionstechnik ist nur eines von vielen industriellen Einsatzfeldern. Digitale Zwillinge bilden Anlagen über den gesamten Lebenszyklus (Design, Erstellung, Betrieb und Wiederverwertung) ab. Schon während der Planung können Ingenieure Simulationsmodelle nutzen, um Abläufe zu optimieren. Ist die Anlage in Betrieb, können die gleichen Simulationsmodelle verwendet werden, um Abläufe weiter zu optimieren und um die Produktion zu wandeln.
In der Praxis existiert eine Vielzahl von Definitionen der Digitalen Zwillingen in der Produktion. Diese Definitionen richten sich dabei oftmals an verschiedene Zwecke (z. B. Wartungs-Szenarien) oder spezifische Domänen in der Produktion (z. B. Produktion von Batteriezellen). Diese Definitionen sind dabei nicht zwangsläufig kompatibel und können widersprüchlich sein.

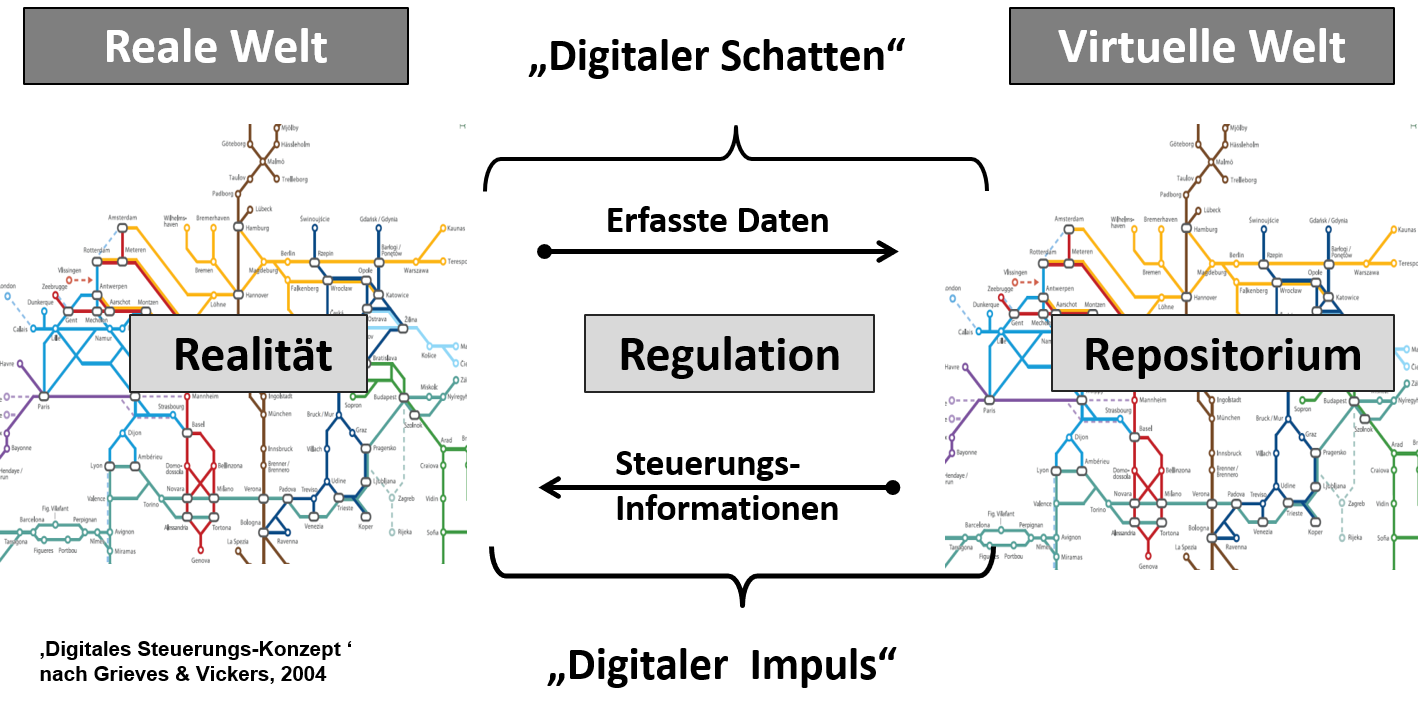
Illustration des Digitalen-Steuerungs-Zwilling

### Transportwirtschaft
Im Bereich der Transportwirtschaft und des Lagerwesens entwickeln Internationale Logistikunternehmen wie die DHL oder UPS laufend neue Anwendungen für den digitalen Zwilling wie Track and Trace oder die intelligente Steuerung von Lagerhäusern oder ganzen Hafenanlagen (s. Weblinks) und Software-Hersteller wie SAP oder Oracle erweitern ihre ERP-Systeme und bieten neue IT-Lösungen als Digital Supply Chain für das Supply Chain Management an.

### Produktions- und Auftragssteuerung
Das Konzept des digitalen Zwillings wird zunehmend auch in der Produktionssteuerung, der Logistik und der Beschaffung angewendet. Dadurch kann dieses Konzept eng mit den Methoden und Mitteln der Steuerungstechnik und der Regelungstechnik verbunden werden.

### Medizin
Die Idee des digitalen Zwillings findet auch in der Medizin zunehmend Verbreitung in Form eines Abbilds eines Patienten und lässt sich dem Bereich der personalisierten Medizin zuordnen. Es lassen sich dabei folgende zwei Ansätze/Herangehensweisen unterscheiden:

#### Virtuelles Abbild mittels bildgebender Verfahren
Der mittlerweile schon sehr etablierte Ansatz für einen Digitalen Zwilling eines Patienten ist, ein virtuelles Abbild eines Patienten mittels bildgebender Verfahren, wie MRT u. a., zur Simulation von medizinischen Anwendungen zu erstellen. So kann sich der Arzt bereits vor der Behandlung mit der konkreten Situation des jeweiligen Patienten auseinandersetzen und bei chirurgischen Operationen können dadurch patientenindividuelle Einsätze (z. B. künstliche Gelenke) vorgefertigt und genau eingesetzt werden, was ein verbessertes Operationsergebnis und einen schnelleren Genesungsverlauf ermöglicht. In der Computerassistierte Chirurgie sind sie wichtig, um eingesetzten Operationsroboter sehr präzise zu steuern.

#### Auf Basis von individuellen medizinischen Daten
Durch Erfassung von Vitalparametern, durch Analyse von multimodalen Patientendaten und/oder mittels Genomsequenzierung sowie mittels präziser Phänotypisierung wird ein virtuelles Abbild eines Patienten, ein digitaler Zwillinge, geschaffen, der dann z. B. für die individualisierte Wahl von Arzneimitteln weiterentwickelt wird, um einen besseren Behandlungseffekt für den jeweiligen Patienten zu ermöglichen. Darüber hinaus werden bereits weitere Einsatzmöglichkeiten dieses Vorgehens angewendet.

### Stadtentwicklung
Urbane Digitale Zwillinge basierend oft auf modernen Geoinformationssystemen (GIS) sowie urbanen Datenplattformen und versprechen, unterschiedliche digitale Ressourcen und Datenquellen einer Stadt zusammenführen. Häufig wird das Konzept mit digitalen 3D-Stadtmodellen und Sensordaten in Verbindung gebracht, wobei auch Teile der urbanen Realität ohne entsprechende Datenquellen in Zwillingen abgebildet werden können. Das Konzept ist eng mit Smart-City-Bestrebungen verbunden und soll eine stärker integrierte und nachhaltige Entwicklung der Städte in der Zukunft zu ermöglichen. Durch Urbane Digitale Zwillinge erhält außerdem das Thema Simulation in weite Bereiche der Stadtplanung Einzug. Städte wie Barcelona und Zürich versprechen sich hiervon, Infrastruktur effizienter instand halten und Bürgerbeteiligung enger mit evidenzbasierten Verwaltungsmaßnahmen zusammenführen zu können. Auch wenn die Adaption des Paradigmas vielversprechende Potentiale auftut, wird das wohl nicht einlösbare Versprechen einer vollständigen digitalen Abbildbarkeit urbaner Systeme wissenschaftlich problematisiert. Verschiedene Wissenschaftler befürworten daher das Konzept von „multiplen Modellen“ und „verschiedenen Arten von Zwillingen“.